# Conrad von Hugo
Conrad Günther Ernst Wilhelm von Hugo (* 20. Januar 1844 in Wohlau; † 24. Januar 1911 in Stettin) war ein preußischer General der Infanterie.

## Leben
Hugo wurde im elterlichen Hause erzogen und besuchte die Bürgerschule in Winzig sowie das Gymnasium in Lissa. Er absolvierte dann die Kadettenhäuser in Wahlstatt und Berlin. Am 6. Mai 1862 wurde Hugo als Sekondeleutnant dem Königs-Grenadier-Regiment (2. Westpreußisches) Nr. 7 der Preußischen Armee überwiesen. Während des Krieges gegen Österreich war er 1866 zur Stabswache des Großen Hauptquartiers kommandiert und nahm an der Schlacht bei Königgrätz teil. Nach dem Friedensschluss verwendete man Hugo ab 1. Mai 1867 für drei Jahre als Adjutant des I. Bataillons und beförderte ihn zwischenzeitlich am 15. September 1869 zum Premierleutnant.
Als solcher nahm Hugo während des Krieges gegen Frankreich 1870/71 als Führer der mobilen 7. Kompanie an der Schlacht bei Weißenburg sowie der Belagerung von Paris teil. In der Schlacht bei Wörth wurde er verwundet und für seine Leistungen mit dem Eisernen Kreuz II. Klasse ausgezeichnet.
Nach dem Frieden von Frankfurt war Hugo vom 20. Mai 1871 bis zum 13. Juli 1872 als Lehrer und Inspektionsoffizier an die Kriegsschule Neiße kommandiert.  Mit seiner Beförderung zum Hauptmann folgte am 11. Januar 1873 die Ernennung zum Chef der 9. Kompanie, bis Hugo in gleicher Funktion am 17. November 1881 nach Breslau in das 2. Schlesische Grenadier-Regiment Nr. 11 versetzt wurde. Hier stieg er am 13. März 1884 zum überzähligen Major auf und war vom 12. Januar 1886 bis zum 7. April 1889 Kommandeur des II. Bataillons. Daran schloss sich seine Versetzung in das 4. Garde-Regiment zu Fuß an. Unter Beförderung zum Oberstleutnant wurde Hugo dann am 24. März 1890 als etatsmäßiger Stabsoffizier in das Kaiser Franz Garde-Grenadier-Regiment Nr. 2 versetzt. Am 18. Juni 1892 beauftragte man ihn mit der Führung des Grenadier-Regiments „König Friedrich Wilhelm IV.“ (1. Pommersches) Nr. 2 und ernannte Hugo bei gleichzeitiger Beförderung zum Oberst zum Kommandeur dieses Regiments. Unter Beförderung zum Generalmajor erhielt Hugo am 16. Juni 1896 das Kommando über die 56. Infanterie-Brigade in Rastatt. Als Generalleutnant war er dann ab 15. Juni 1899 Kommandeur der 7. Division in Magdeburg.
Am 26. März 1902 wurde Hugo nach Württemberg kommandiert, um dort die Führung des XIII. (Königlich Württembergisches) Armee-Korps zu übernehmen. Am 18. Oktober 1902 folgte seine Ernennung zum Kommandierenden General und in dieser Stellung wurde er am 14. November 1903 zum General der Infanterie befördert. Unter Verleihung des Großkreuzes des Ordens der Württembergischen Krone wurde Hugo am 3. April 1907 von seiner Stellung in Württemberg enthoben. Er wurde daraufhin in Genehmigung seines Abschiedsgesuches mit der gesetzlichen Pension zur Disposition und à la suite des Grenadier-Regiments „König Friedrich Wilhelm IV.“ (1. Pommersches) Nr. 2 gestellt.

## Familie
Hugo heiratete am 18. Juni 1877  Anna von Blücher (* 25. Februar 1854), eine Tochter des Hermann von Blücher aus dem Haus Waschow. Das Paar hatte den Sohn Günther (* 4. Juli 1878).